# خودیث پایارس ئی کورتس
خودیث پایارس ئی کورتس (اسپانیایی: Judith Pallarés i Cortés‎؛ زادهٔ ۵ اوت ۱۹۷۲) سیاست‌مدار اهل آندورا است که از تاریخ ۲۲ مه ۲۰۱۹ در کابینه خاویر اسپوت زامورا سمت وزارت خدمات ملکی و اصلاحات اداری را برعهده دارد. وی از دانشگاه بارسلونا فارغ‌التحصیل شده‌است.